# 黒積俊夫
黒積 俊夫（くろずみ としお、1937年3月6日 - 2012年10月19日）は、日本の哲学者。

## 略歴
兵庫県神戸市出身。九州大学文学部哲学科卒、1966年同大学院博士課程満期退学、1994年「カント批判哲学の研究 統覚中心的解釈からの転換」で九州大学博士（文学）。九大教養部講師、助教授、名古屋大学文学部助教授を経て、教授。2000年定年退官、名誉教授となる。イマヌエル・カントが専門。

## 著書
- 『カント批判哲学の研究 統覚中心的解釈からの転換』名古屋大学出版会 1992
- 『カント解釈の問題』溪水社 2000
- 『ドイツ観念論との対決 カント擁護のために』九州大学出版会 2003
- 『カント哲学と日本文化再興の問題』晃洋書房 2005